# Łukasz Krawczuk
Łukasz Krawczuk (né le 15 juin 1989 à Kłodzko) est un athlète polonais, spécialiste du 400 m.
Depuis le 4 mars 2018, il est l'actuel codétenteur du record du monde en salle du relais 4 x 400 m en 3 min 01 s 77, réalisé avec ses coéquipiers polonais lors de la finale des championnats du monde en salle de Birmingham.

## Carrière
Il remporte la médaille de bronze des Championnats d'Europe 2014 à Zurich du relais 4 x 400 m. Son record sur 400 m est de 45 s 65, deuxième des championnats nationaux 2014 à Szczecin. Lors des Championnats d'Europe en salle 2015, il remporte la médaille d'argent du relais 4 x 400 m en battant le record national en 3 min 2 s 97.
Le 4 mars 2018, en finale de relais 4 x 400 m des championnats du monde en salle de Birmingham, Zalewski et ses coéquipiers remporte la médaille d'or devant l'équipe des États-Unis, invaincue sur la discipline depuis 2003, et battent à cette occasion le record du monde en salle en 3 min 01 s 77, améliorant l'ancien record de 3 min 02 s 13 des américains datant de 2014. Les Polonais réalisent l'exploit des championnats, puisqu'aucun des quatre membres du relais n'a un record sous les 46 secondes au 400 m en salle, et surtout de battre l'équipe américaine.